# Famille von Schlichting
La famille von Schlichting est une ancienne famille noble silésienne. Des branches de la famille existent encore aujourd'hui.

## Histoire
La famille apparaît pour la première fois dans un document à la Pentecôte 1447 avec Toman et Christoph Slichting sur Guhren et Züllichau. Bartusch et Merten Slichting apparaissent dans un document de la région de Schwiebus le 6 novembre 1461. La lignée sûre commence avec Caspar von Schlichting sur Rietschütz, Oggerschütz (de), Jehser et Oppelwitz (près de Schwiebus), qui apparaît dans les documents de 1510 à 1534.

### Élévations de rang
Le capitaine polonais Samuel von Schlichting et Buckowick de la lignée de Bauchwitz est élevé au rang d'ancienne seigneurie de Bohême avec « Bien-né » le 24 décembre 1694.
Le 17 mars 1886, Rudolf von Schlichting-Bukowiec, propriétaire de la fidéicommis de Schlichtingsheim avec Gurschen, dans l'arrondissement de Fraustadt, et Wilkau dans l'arrondissement de Glogau, et député de la chambre des seigneurs de Prusse, est confirmé comme baron prussien.

## Armoiries

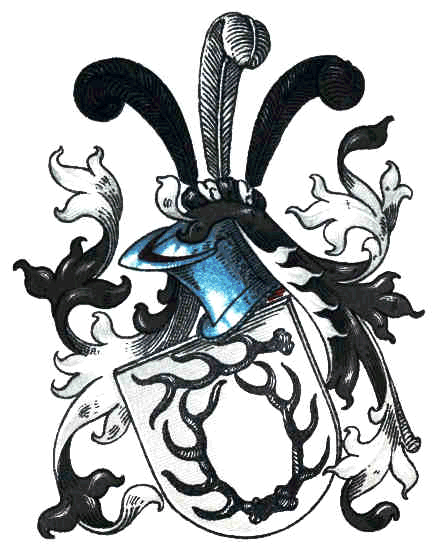
Armoiries de la famille von Schlichting

Les armoiries de la famille montrent en argent deux perches de cerf noir dressées avec des extrémités tournées vers l'extérieur, au-dessus desquelles une perche transversale de cerf noir avec des extrémités tournées vers le haut. Sur le casque recouvert de noir et d'argent, trois plumes d'autruche (noir-argent-noir).

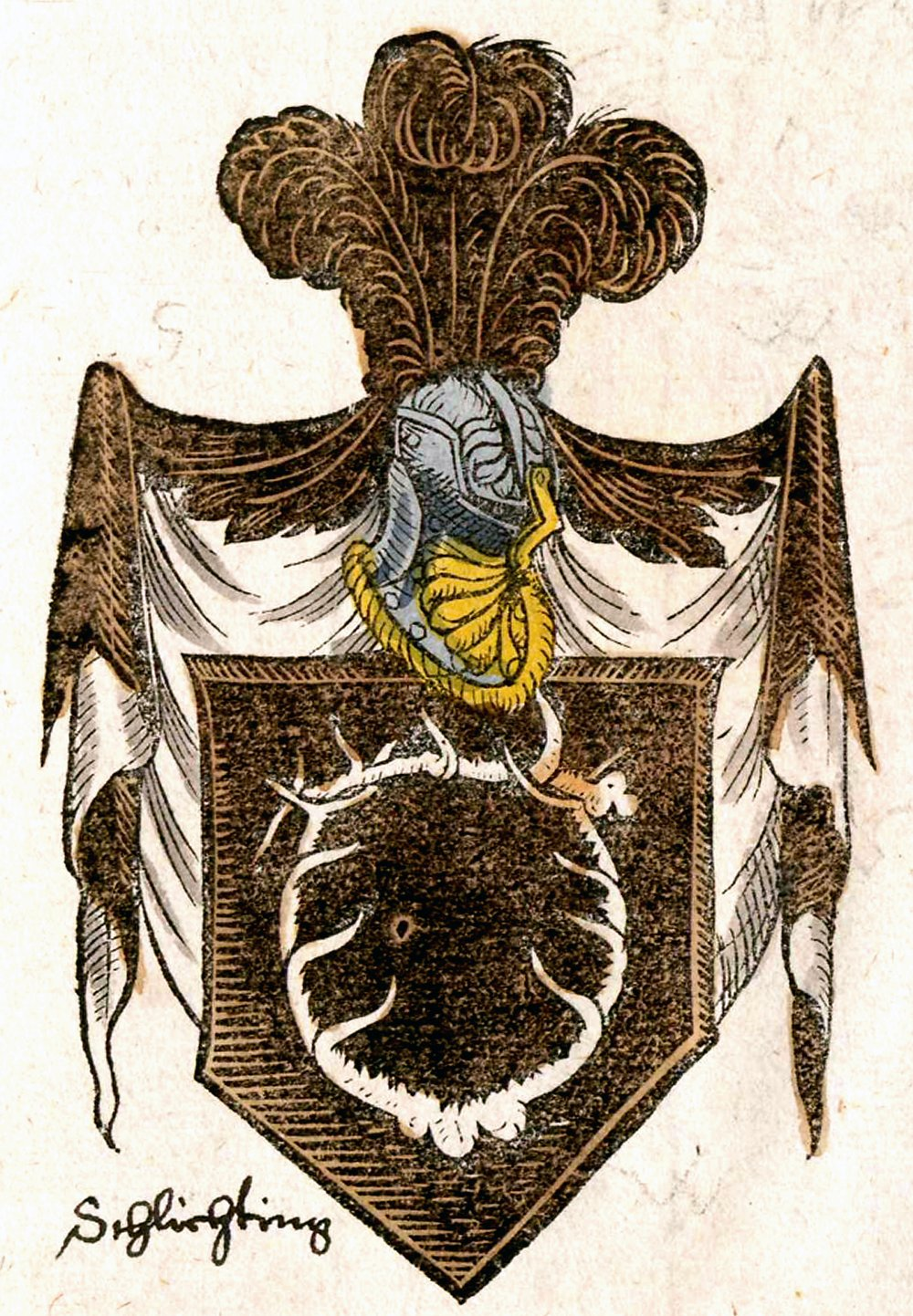
Armoiries impériales romaines / également zu Hungern vnd Behaimb / Royal Mayestat, 1578
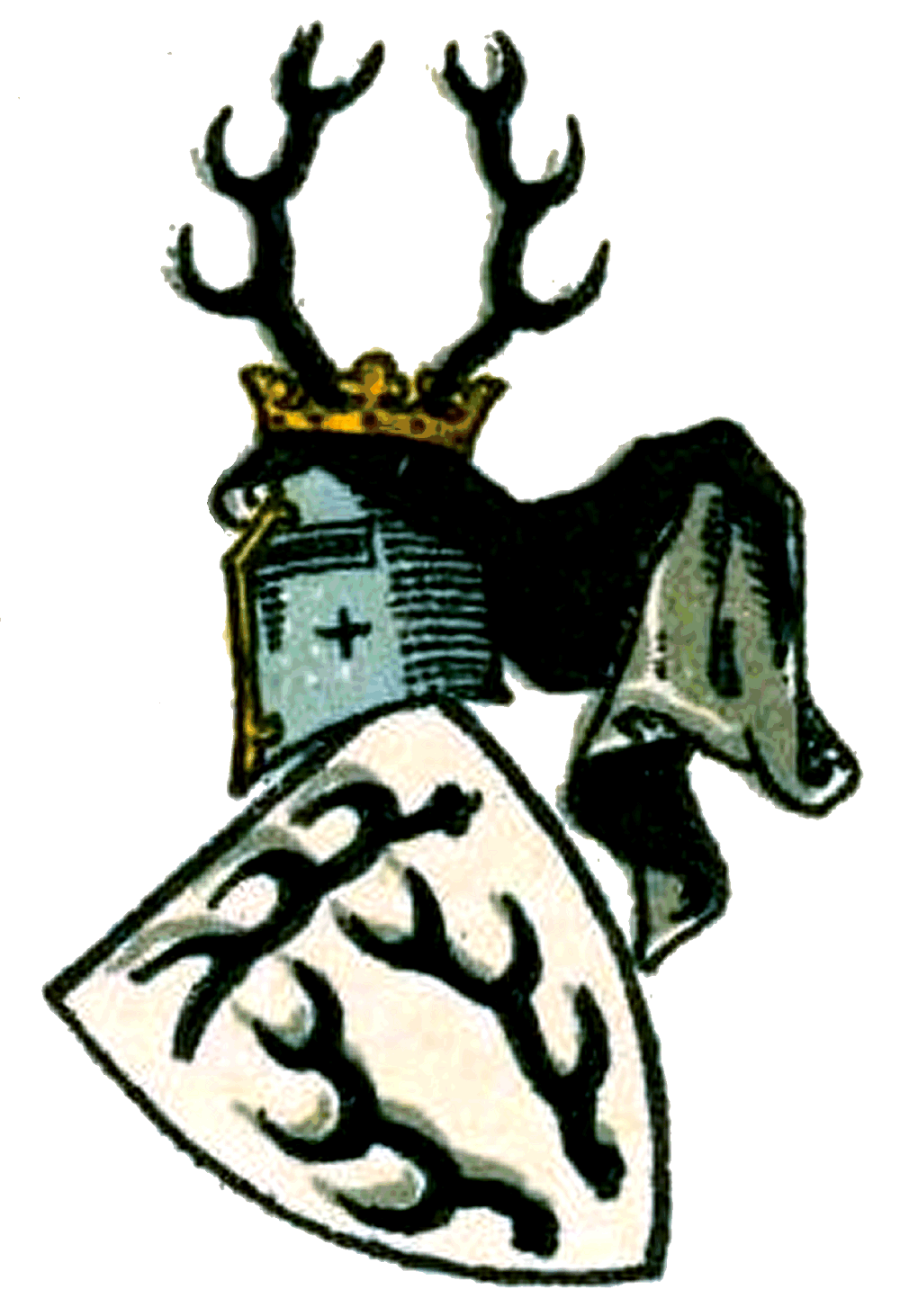
Armoiries du Schlichting avec bois commeornement de casque

## Personnalités
- Jonas Schlichting (de) (1592-1661), théologien unitarien
- Georg Sigismund von Schlichting (1677-1743 ou 1749), général de division électoral saxon, commandant de Sonnenstein
- Johann Balthasar von Schlichting (de) (1705-1779), administrateur prussien de l'arrondissement de Fraustadt
- Kurt Fürchtegott Georg von Schlichting (de) (1751-1823), général de division prussien
- Eduard von Schlichting (1794-1874), général d'infanterie prussien
- Kurt baron von Schlichting (1852-1920), chambellan et capitaine prussien, député héréditaire de la chambre des seigneurs de Prusse. Commandeur de l'Ordre de Saint-Jean[4]
- Maximilian von Schlichting (1845-1917), propriétaire foncier, major et député de la chambre des seigneurs de Prusse
- Rudolf von Schlichting-Buckowieck (1816-1894), propriétaire foncier et député de la chambre des seigneurs de Prusse
- Samuel von Schlichting (de) (1683-1751), lieutenant général prussien
- Sigismund von Schlichting (1829-1909), général d'infanterie prussien et historien militaire